# Nesreća u rudniku Breza 14. ožujka 1970.
Nesreća u rudniku Breza 14. ožujka 1970. bila je velika nesreća u povijesti rudarstva u Bosni i Hercegovini. Dogodila se 14. ožujka 1970. godine u rudniku mrkog ugljena Brezi. Skupina izvođača izvorne glazbe Izvorna grupa Đemići iz Tutnjevca kod Srebrenika snimila je gramofonsku ploču na kojoj je vodeća pjesma bila posvećena brezanskim rudarima Pjesma nastradalim brezanskim rudarima.
Nesreća se zbila u 7:55 sati u Jami "Sretno". Eksplodirao je metan. Ljude i uređaje zahvatilo je mehaničko razaranje, toplinsko djelovanje i ugljikov monoksid. U reviru je tad bilo 89 rudara. U jami je izbio požar i sve je gorilo. Neki su stradali u prvom udaru, Drugi su pošli u povlačenje, a protiv njih radila je povećana koncentracija štetnih plinova zbog čega je opadao udio kisika u zraku. S otkopnog polja P-1 radnici su se sigurno povukli s radilišta, no mnogi se nisu uspjeli.